# 1EdTech Consortium
Das 1EdTech Consortium bemüht sich um die „Entwicklung offener Standards für den E-Learning-Bereich, wodurch Suche, Austausch und Wiederverwendbarkeit von digitalem Lehrstoff ermöglicht werden soll“. Ursprünglich wurde es als IMS Global Learning Consortium gegründet, welches 1997 durch die amerikanische Organisation National Learning Infrastructure Initiative (NLII), und 2022 in 1EdTech Consortium umbenannt.
Der Name „IMS“ stand ursprünglich für „Instructional Management System“. Dieses Akronym wurde später verworfen, da es laut Konsortium mehr Fragen als Antworten aufwarf.
Zahlreiche IMS-Spezifikationen sind weltweite De-facto-Standards geworden und werden kostenlos zur Verfügung gestellt.
IMS beinhaltet eine ganze Reihe von Teilspezifikationen zu verschiedenen Aspekten der E-Learning-Technik. Dabei sind die Wichtigsten:
- IMS Metadata,
- IMS Content Packaging
- IMS Question & Test Interoperability (IMS QTI)